# Гай Сервилий Структ Агала (консул 427 года до н. э.)
Гай Сервилий Структ Агала (лат. Gaius Servilius Structus Ahala) — римский политический деятель конца V века до н. э.
Агала происходил из патрицианского рода Сервилиев. Его отцом был Квинт Сервилий. О нём ничего неизвестно, кроме того, что он был консулом в 427 году до н. э. Его коллегой был Луций Папирий Мугиллан.